# Cassio Aproniano
Marco Cassio Aproniano (in latino Marcus Cassius Apronianus; fl. II secolo) è stato un politico romano, padre del famoso storico Cassio Dione.

## Biografia
Marco Cassio Aproniano nacque all'interno della gens Cassia, tuttavia non ci sono pervenute altre informazioni sulla sua origine. Secondo alcune fonti bizantine, in giovane età, sposò una donna di cui non conosciamo il nome, figlia o sorella del famoso oratore e filosofo Dione Crisostomo, con la quale ebbe nel 155 un figlio, lo storico Cassio Dione.
Nel 180, fu nominato proconsole della Panfilia dall'imperatore Commodo, mentre due anni dopo divenne legatus Augusti pro praetore per le provincie imperiali della Cilicia e successivamente, nel 184, della Dalmazia. Inoltre, lo stesso anno fu nominato anche console suffectus insieme a Gaio Ottavio Vindice.
Durante la sua carriera politica, Marco Cassio Aproniano acquistò una villa suburbana in Campania, vicino alla città di Capua, ove il figlio soggiornò durante i suoi studi in Italia.